# Arvid Jönsson (Sparre över stjärna)
Arvid Jönsson (Sparre över stjärna), född omkring 1376, död före 1438, var en svensk häradshövding.

## Biografi
Arvid Jönsson föddes omkring 1376. Han var son till häradshövdingen Jöns Bengtsson (Sparre över stjärna) i Kinds härad. Arvid Jönsson blev 14 januari 1415 häradshövding i Ås härad och blev 3 maj 1421 häradshövding i Kinds härad. Han avled före 1438.

### Familj
Arvid Jönsson gifte sig före 1416 med Ingegärd Petersdotter. Hon var dotter till väpnaren Peter Andersson (sexuddig stjärna). De fick tillsammans barnen häradshövdingen Knut Arvidsson (död 1459) i Kinds härad och väpnaren Arvid Arvidsson.